# Miriam Marx
Miriam Marx (* 1. Mai 1987) ist eine deutsche Fußballtrainerin und ehemalige Fußballspielerin.

## Sportliche Karriere
Ihren ersten Einsatz in der Frauen-Bundesliga erfuhr Marx 2005 beim SC 13 Bad Neuenahr. Es folgte ein weiterer Einsatz für den gleichen Verein. Zwischen 2005 und 2006 absolvierte sie 9 Spiele für den FFC Brauweiler Pulheim, bevor sie 2007 und im Folgejahr 14 Mal für den 1. FC Saarbrücken spielte, mit dem sie 2008 ins DFB-Pokalfinale einzog. Miriam Marx erzielte zwei Bundesligatore.
Nachdem sie 2020 die Elite-Jugend-Lizenz erlangt hatte, löste sie 2021 Denise Blumenroth als Cheftrainerin der U 17-Juniorinnen des SC 13 Bad Neuenahr ab. Aufgrund von Uneinigkeiten trennte sie sich noch im selben Jahr wieder von dem Verein. 2022/23 war sie als Trainerin der U 17-Juniorinnen der SG 99 Andernach aktiv, danach übernahm sie das Traineramt bei Vorwärts Spoho Köln in der Regionalliga West.
Als einzige Frau nahm Marx an dem 2022 stattfindenden Lehrgang für die A-Lizenz teil und schloss diesen erfolgreich ab.

## Privates
Marx studierte Bildungswissenschaften, Englisch, Politikwissenschaft und Geschichte an der Universität Trier. Etwa seit 2012 arbeitet sie als Lehrerin am Kardinal-Frings-Gymnasium in Bonn. Außerdem promoviert sie seit 2021 im Bereich Sportdidaktik an der Deutschen Sporthochschule Köln.